# 伯奇 (周朝)
伯奇（？—？），姞姓，吉氏，一作尹氏，故後世又多稱尹伯奇。西周時期人物，是中國古代一位孝子。
相传伯奇为周宣王时大臣尹吉甫长子。母死，後母欲立其子伯封为嗣，乃在吉甫面前谮伤伯奇。尹吉甫奇怒放伯奇于野。伯奇“编水荷而衣”，“采苹花而食之”，自伤无罪见逐，作琴曲《履霜操》以感怀。吉甫最终感悟，求伯奇返归，射杀後妻。